# Толстой, Николай Михайлович
Граф Николай Михайлович Толстой (7 (19) июля 1857, Санкт-Петербург — 9 (22) марта 1915, Кисловодск) — Свиты Его Императорского Величества контр-адмирал, командир Гвардейского экипажа.

## Происхождение
Родился семье действительного статского советника графа Михаила Владимировича Толстого и графини Елизаветы Петровны Толстой, урождённой княжны Волконской.

## Служба
Окончил Морское училище с производством в 1877 году в гардемарины. 30 августа 1878 года произведен в мичманы с зачислением во 2-й флотский экипаж. В 1880—1881 годах совершил заграничное плавание на фрегате «Герцог Эдинбургский». В 1882—1886 годах совершил кругосветное плавание на том же фрегате и на корвете «Рында». 1 января 1883 года произведен в лейтенанты. В 1885 году награждён орденом Св. Станислава III степени. В 1886—1889 годах совершил кругосветное плавание на корвете «Рында» вместе c великим князем Александром Михайловичем. В 1891 году награждён орденом Св. Анны III степени.
16 января 1892 года назначен заведующим паровым катером «Петергоф». 7 августа 1893 года назначен командиром яхты «Марево». В 1894 году награждён орденом Св. Станислава II степени. 14 ноября 1894 года назначен старшим офицером яхты «Стрела». 6 мая 1895 года «за отличие» произведен в капитаны 2-го ранга со старшинством в чине со 2 апреля того же года. В том же году пожалован прусским орденом Красного Орла IV класса. 
8 февраля 1897 года назначен старшим офицером крейсера «Рында». 6 декабря 1897 года награждён орденом Св. Анны II степени. 11 сентября 1898 года назначен членом комиссии для приема новобранцев в Балтийский флот.
28 июня 1899 года назначен командиром крейсера «Джигит». В 1899—1901 годах командовал крейсером в Атлантическом океане. После возвращения из учебного плавания к Канарским островам удостоился 21 мая 1901 года Монаршего благоволения за блестящее состояние судна.
6 декабря 1901 года назначен командиром яхты «Полярная Звезда». 27 мая 1902 года утверждено пожалование орденом Почётного легиона офицерского креста. 6 апреля 1903 года произведен в капитаны 1-го ранга. В 1903 году «за беспорочную выслугу 20-ти шестимесячных морских кампаний» награждён орденом Св. Владимира IV степени с бантом. В 1906 году награждён орденом Св. Владимира III степени.
6 декабря 1907 года произведен в контр-адмиралы с зачислением 6 мая 1909 года в Свиту. 21 апреля 1908 года назначен командиром Гвардейского экипажа. 18 апреля 1910 года награждён орденом Св. Станислава I степени. 2 апреля 1913 года «за смотр гвардейского экипажа» объявлена Высочайшая благодарность. 14 апреля 1913 года награждён орденом Св. Анны I степени.
Скончался 9 марта 1915 года в Кисловодске, где находился на лечении, похоронен на родине в Смоленской губернии.

## Семья
Жена: (с 1891) княжна Мария Николаевна Мещерская (1866—1948)
Всего 9 детей, в том числе:
- Толстая Елизавета Николаевна (р. 1892 г.)
- Толстой Николай Николаевич (р. 1893 г.)
- Толстая Мария Николаевна (р. 1894 г.)
- Толстой Михаил Николаевич (1896—1929)
- Толстая Параскева Николаевна (р. 1903 г.)
- Толстая Екатерина Николаевна (р. 1907 г.)
- Толстой Павел Николаевич (1909—1941), журналист